# Микижа
Мики́жа, или ра́дужная форе́ль, или мякижа, или пестряк, или камчатский лосось (также упоминается как камчатская сёмга, но сейчас это название учёные используют для вида Parasalmo penshinensis) (лат. Oncorhynchus mykiss) — рыба семейства лососёвых.

## Описание
В естественных водоёмах микижа достигает 40—50 см длины и 6,5 кг массы. Продолжительность жизни, видимо, не более 11—12 лет. Цвет тела меняется в зависимости от грунта, прозрачности воды и других факторов среды. Брюшко, как правило, серебристо-белое, а спинка зеленоватая. На теле и плавниках имеются многочисленные тёмные пятнышки. Вдоль боковой линии располагается бледно-розовая полоса, жаберные крышки розовые. Интенсивность окраски во время нереста усиливается.
Микижа — холодноводная рыба. Оптимальными параметрами среды являются температура воды 14—20 °С и содержание кислорода 7—8 мг/л. Предпочитает чистые, прозрачные воды и горные реки. Половая зрелость у самок наступает в 3—4-летнем возрасте. Самцы созревают на год раньше самок. Нерест проходит с марта по май в верховьях речек и ручьёв. Икра крупная, диаметром 4—6,5 мм. 
Взрослая форель[уточнить] — хищник. В её рацион включены: гольян, верховка, подкаменщик сибирский, елец, лягушки, птенцы птиц, грызуны. Питается также моллюсками, личинками и взрослыми насекомыми. В прудах при условии постоянного кормления искусственными кормами и питания естественной пищей, она быстро наращивает массу тела до 6—8 кг. Микижа является объектом промышленного выращивания. Её родиной являются пресные воды тихоокеанского побережья Северной Америки, акклиматизирована во многих странах мира.

## Распространение
В Азии микижа распространена главным образом в реках обоих побережий Камчатки (реки Снатолваям, Квачина, Утхолок, Белоголовая, Морошечная, Сопочная, Брюмка, Воровская и другие), но наиболее многочисленна на восточном побережье, особенно в бассейне реки Камчатки. Единично встречается в водоёмах материкового побережья Охотского моря, в Амурском лимане к югу от устья Амура и на Командорских островах. Известна небольшая популяция на острове Большой Шантар. В Америке вид известен от Аляски до Калифорнии. В Южную Америку микижа была ввезена человеком. Очень быстро распространилась по всем водоёмам Патагонии как с Аргентинской, так и с Чилийской стороны. Также активно разводится для коммерческих целей.
Занесена в Красную книгу Севера Дальнего Востока России.

## Галерея

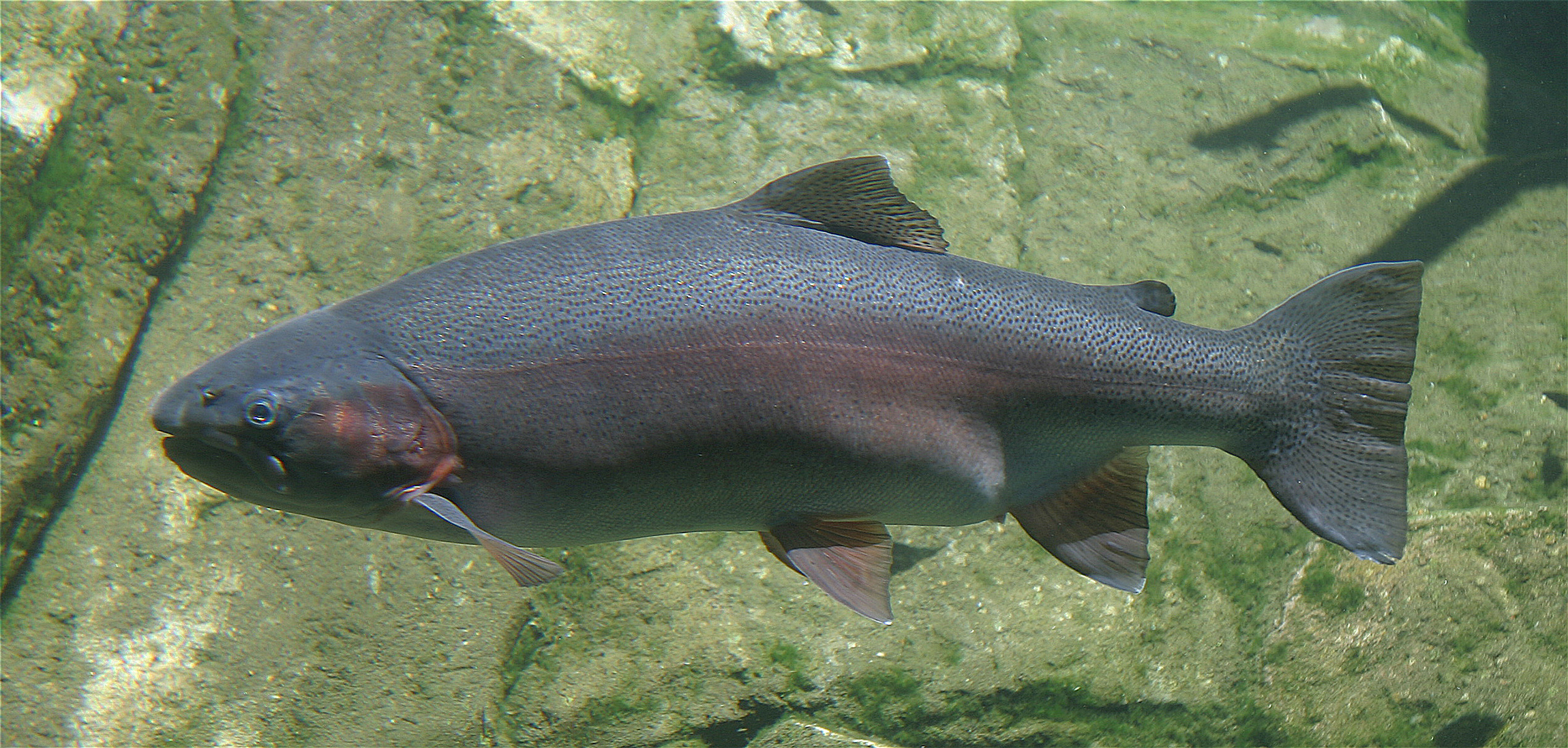
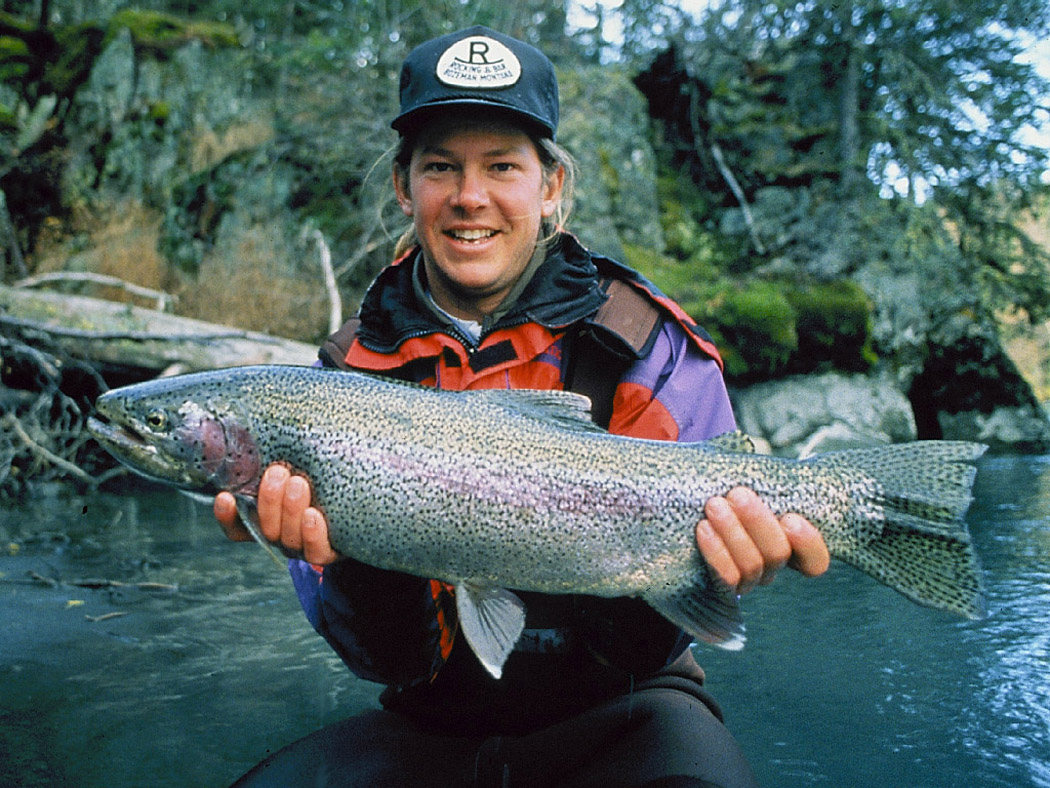
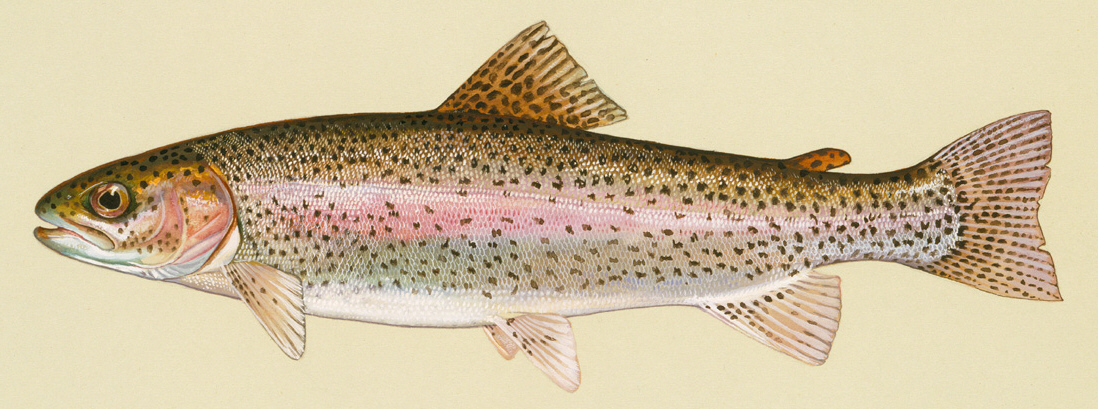
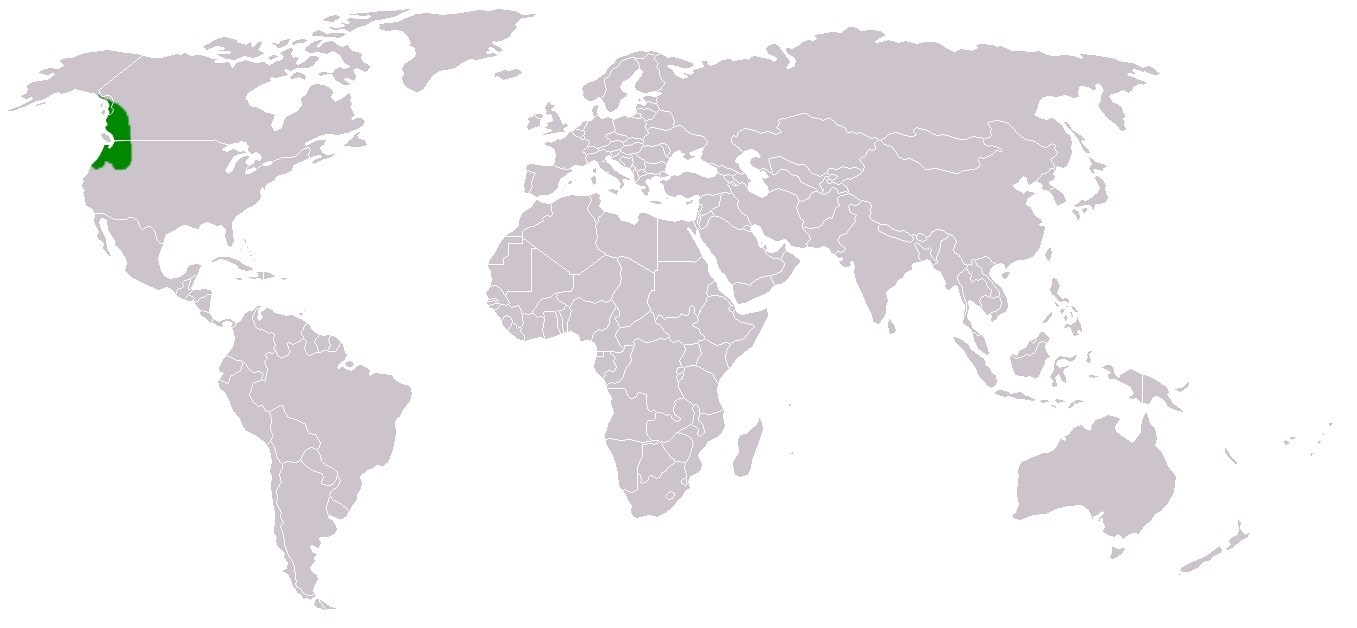